# Membres du 5e Dáil
 (octobre 2019).
Si vous disposez d'ouvrages ou d'articles de référence ou si vous connaissez des sites web de qualité traitant du thème abordé ici, merci de compléter l'article en donnant les références utiles à sa vérifiabilité et en les liant à la section « Notes et références ».
Cette liste présente les parlementaires élus au 5e Dáil Éireann la chambre basse de l'Oireachtas (parlement). Ces députés sont élus aux élections législatives de juin 1927 le 9 juin 1927 et se sont réunis le 23 juin 1927. Le 5e Dáil est dissous par le gouverneur général Tim Healy, à la demande du président du Conseil exécutif, William T. Cosgrave, le 25 août 1927. Le 5e Dáil est le plus court de l'histoire de l'état libre d'Irlande, durant 98 jours.